# 47466 Mayatoyoshima
47466 Mayatoyoshima este o planetă minoră (asteroid), cu un diametru de 2,233 km, din centura de asteroizi. A fost descoperită pe 31 decembrie 1999 la Goodricke-Pigott Observatory⁠(d) de Roy A. Tucker⁠(d). 
Obiectul prezintă o orbită caracterizată de o semiaxă mare de 2,3100433842892 UAi, o excentricitate de 0,27, o înclinație de 23,2 ° în raport cu ecliptica.